# 康乃爾大學工學院
康乃爾大學工學院是康奈尔大学下辖的工程学院，成立于1870年。